# Banne
Banne (in occitano Banne) è un comune francese di 690 abitanti situato nel dipartimento dell'Ardèche della regione dell'Alvernia-Rodano-Alpi.

In questo comune è ambientato il film comico di Roger Delattre e prodotto da Luc Besson, Il missionario uscito nel 2009.

## Società

### Evoluzione demografica
Abitanti censiti